# Quirico (obispo de Toledo)
Quirico (Quiricus en latín, Quirze en catalán). Aunque no consta en fuentes antiguas, se suelen identificar los personajes de Quirico obispo de Barcelona (activo en el periodo c.640-666) con Quirico metropolitano de Toledo (activo en el periodo 667-680).
- Obispo de Barcelona. Aparece como tal firmando las actas del X Concilio de Toledo (año 656). Mantuvo amistad y correspondencia con San Ildefonso de Toledo y Tajón de Zaragoza. Por una carta que se conserva,[2] parece que realizó un viaje a Toledo durante el episcopado de S. Ildefonso, por tanto con posterioridad al X Concilio. La obra de San Ildefonso De perpetua virginitate está dedicada a Quirico, obispo de Barcelona. En otra carta que se conserva,[3] Quirico insta a Tajón de Zaragoza a concluir el encargo que había recibido del rey Chindasvinto de compilar una colección de extractos de la obra de San Gregorio Magno. Se suele identificar con un tal Quiricus, obispo, mencionado en fuentes mozárabes como autor de un himno a Santa Eulalia y fundador de un monasterio junto al sepulcro de la mártir en Barcelona. También se le atribuye el himno Barchinon laete Cucufate vernans, en honor de S. Cucufate (S. Cugat), aunque esto sea más dudoso.

- Obispo metropolitano de Toledo. Aparece como tal firmando las actas del XI Concilio de Toledo (año 675). También aparece mencionado como obispo toledano en la Vita sancti Iuliani Toletani episcopi del obispo Félix y en la Historia Wambae regis de San Julián de Toledo. Los Calendarios Mozárabes cifran su muerte en Toledo el 16 de enero de 680. Según la Vita sancti Iuliani, el sucesor de Quirico fue consagrado el 29 de enero de 680.

| Predecesor: Ola           | Obispo de Barcelona c. 640 – 666 | Sucesor: Idalio     |
| Predecesor: San Ildefonso | Arzobispo de Toledo 667 – 680    | Sucesor: San Julián |